# Mar Morto (romanzo)
Mar Morto è un romanzo di Jorge Amado.
Il romanzo narra della nascita, vita e morte del personaggio di Guma, barcaiolo di Bahia, che l'autore descrive come una storia che si racconta nelle banchine e nei porti bahiani, una leggenda che, come lui stesso dice nel finale, raccontano gli uomini di mare.
In verità il romanzo fa molti riferimenti ad altri pescatori famosi, cita in modo esaustivo i Santi del Candomblé e descrive la vita miserrima della “gente di mare”, la morte sempre presente, naufragi e amori. La figura del protagonista incarna la figura romanticizzata ed un po’ eroicizzata del maestro di saveiro che si guadagna di che vivere quotidianamente, e del contesto portuale di Bahia, in cui vive il popolino marinaro, distinto da quello dei borghesi, che abitano nella parte alta della città. 
Alcuni personaggi secondari, come Mastro Manuel e Maria Clara, con il loro saveiro, chiamato Viajante sem Porto ("Viandante senza porto") compaiono anche in molti altri romanzi di Amado, come Jubiabá, Santa Barbara dei fulmini.

## Trama
Il primo avvenimento narrato fa parte della triste e drammatica realtà ricorrente nel porto: in una notte di burrasca, la barca di Raimundo e di suo figlio Jacques è naufragata, costando loro la vita. Come se non bastasse, la moglie e madre Judith, oltre alla duplice perdita, ha un altro bambino nel grembo. Stavolta la disgrazia è caduta su di essi, ma è il destino di quasi tutti gli uomini del porto: vivere e morire al cospetto del mare.
Nella città di Bahia vive il barcaiolo Guma, uomo ancora giovane, figlio di Frederico, morto in mare quando Guma era ancora bambino, e di una donna, di cui non viene rivelato il nome. La donna, alla morte del marito, ha abbandonato il bambino e il porto, andando a prostituirsi per poter sopravvivere. Guma è stato cresciuto dallo zio paterno Francisco, per salvare il quale proprio il padre di Guma era annegato durante una tempesta. Francisco è un vecchio lupo di mare che ha tramandato a Guma i suoi saperi. Ora Guma conduce perfettamente il Valente, il suo saveiro. Quando era ancora ragazzo, un giorno giunse la madre a reclamarlo presso lo zio, ma questi la fece ragionare, spiegandole che era meglio che il ragazzo continuasse la vita del marinaio anziché doversi accollare il “fardello” che gli sarebbe derivato dalla professione della donna.
Mesi dopo, nell'area portuale torna la famosa Rosa Palmeirão. Mulatta di mezza età, un tempo molto più bella, ma ancora piacevole a vedersi, è una sorta di leggenda vivente per la gente di mare della zona. È infatti oggetto sia di timore che di ammirazione per il suo carattere risoluto: se provocata, non esita ad estrarre il rasoio o il pugnale, celati rispettivamente nella gonna e nel petto. Rosa prende ad interessarsi a Guma, che per un po' la asseconda. Tuttavia, la donna, ormai desiderosa di un figlio, deve poi accettare il fatto di essere fuori tempo, ragione che spinge anche Guma a cercare una donna più giovane e più adatta a lui. Rosa Palmeirão, però, prima di lasciare la città, si fa promettere da Guma di avvisarla non appena, una volta sposata una ragazza di cui sarà innamorato, avrà avuto un figlio da lei. Infatti, Rosa confessa a Guma che, non avendo avuto figli, il suo più grande desiderio è ormai quello di diventare nonna.
La fama di Guma nel porto cresce quando ascolta la supplica del ricco e malvisto Godofredo, decidendo di andare a soccorrere un bastimento (il Canavieiras) sul quale si trova il figlio di Godofredo. La nave, infatti, non riusciva a entrare nel porto a causa di una forte burrasca. Godofredo promette a Guma anche un cospicuo compenso se riuscirà a far entrare la nave in porto e a salvare suo figlio. Guma, allora, prodigiosamente, riesce a compiere l'impresa, che tutti avevano considerato impossibile e suicida. All'ammirazione generale per Guma si unisce anche Livia, una ragazza bellissima, proveniente dalla parte alta e più borghese della città. Giorni dopo li presenta Rodolfo, fratello della giovane. Fra Guma e Livia scocca allora la scintilla dell’amore. 
Nel frattempo, Guma ha però concordato la consegna di un carico a Cachoeira, in cui va di malumore per l’ardente desiderio di conoscere la ragazza. Qui, all'interno di un lupanare, insieme ad altri barcaioli suoi concittadini, viene coinvolto in uno scontro armato con alcuni giovani soldati del luogo. Questi aggrediscono i barcaioli come ritorsione per una rissa scoppiata alcuni giorni prima, nella quale avevano avuto la peggio. Nello scontro, Guma viene salvato dal sacrificio della giovane prostituta Rita - appena conosciuta, ma con la quale ha condiviso un momento toccante -, che muore per un colpo di arma da fuoco, facendo scudo a Guma con il suo corpo. Subito dopo, un amico di Guma, Traíra, viene ferito gravemente da uno degli aggressori, riuscendo però ugualmente a ucciderlo. Guma, allora, aiutato anche dal rivale Josué, carica Traíra sul suo saveiro e, rischiando l’arresto, lo conduce via precipitosamente dal dott. Rodrigo, nell'estremo tentativo di salvarlo. Il medico tenta il possibile, ma l’uomo si spegne con il rammarico di lasciare sole le sue tre figlie: Marta, Margarida e Raquel. 
Intanto, Guma prosegue nel corteggiare Livia - facendosi anche scrivere una missiva per lei dal “dottor” Filedefio (con cui peraltro incorre pure in un alterco) -, ma si vede ostacolato dai parenti della ragazza, che vedono nella sua grande bellezza la speranza e la risorsa per avanzare nella società. Guma si risolve allora a complottare con Livia un finto rapimento, che culmina nel matrimonio della coppia nella chiesa del Monte Serrat. Nel corso dei festeggiamenti, il dott. Rodrigo e la maestra Dona Dulce si scambiano opinioni sulle condizioni di vita della gente del porto: tutti e due sanno che è ardua e si adoperano duramente per essi, ma mentre egli è un po' sconfortato, lei intravede la speranza di un piccolo miracolo, ovvero qualche piccolo progresso. 
Poco tempo dopo Guma ottiene la rivincita amichevole con l'abile barcaiolo Mastro Manuel in una gara di barche, e stavolta se l’aggiudica con il supporto di Livia. Frattanto, Rufino, fedelissimo amico e vicino di casa di Guma, porta in casa la sua nuova compagna Esmeralda: sensuale mulatta dagli occhi verdi, fisico prorompente, ma dal carattere frivolo. La donna, abituata a vedere gli uomini cadere ai suoi piedi, si invaghisce di Guma. Ciò avviene sia perché vorrebbe un figlio con la carnagione chiara come quella del bel marinaio, sia perché quest'ultimo, malgrado l'attrazione, cerca di negarsi, anche perché ora Livia ha nel grembo un suo figlio. La situazione si complica una notte, quando Livia ha un malore per la gravidanza, ed Esmeralda, dopo aver assistito Livia, riesce a sedurre (sebbene per pochi istanti) Guma, che a sua volta diviene preda del rimorso verso la moglie e Rufino. Quest’ultimo, innamorato perso della mulatta, giorni dopo scopre una sua tresca con un altro marinaio e decide di vendicarsi: con il pretesto di una gita in barca, raggiunta la foce di un fiume vicino, uccide Esmeralda, spaccandole la testa con un remo, non prima di aver appreso da lei del tradimento con Guma. Rufino allora, al colmo dell'amarezza, si suicida annegandosi. Preferisce infatti morire anziché uccidere l'amico, anche perché era comunque in debito con lui, in quanto, qualche giorno prima, mentre infuriava una tempesta, Guma lo aveva salvato da uno squalo durante un tentativo di soccorso di alcuni naufraghi.
Alcuni giorni dopo, Guma incorre in un naufragio: una burrasca distrugge il Valente, mandandolo a schiantarsi contro gli scogli e Guma, ferito alla testa, viene salvato da Mastro Manuel. Una volta ristabilitosi, dopo una breve esitazione, Guma decide di comprare a prezzo d’occasione (la metà) il Ruggente, saveiro di ottima qualità che il proprietario João Caçula vende per comprare delle chiatte, e lo rinomina Battello volante. L'acquisto suscita le perplessità di Livia, che vive nel continuo terrore di perdere il marito in mare, e da tempo fa pressione su Guma perché cambi lavoro, entrando in società nel negozio degli zii. Guma obietta che, continuando i viaggi con il nuovo saveiro, intende mettere da parte una somma per poter partecipare con dei capitali alla gestione del negozio. Ma al porto gli affari vanno male, e Guma fatica molto a saldare il debito con il venditore ed il dott. Rodrigo, che lo ha aiutato con un prestito.
Tempo dopo, non senza aver tentennato a lungo, Guma decide di accettare la proposta di svolgere delle attività di contrabbando della seta, presentatagli dal ricco commerciante arabo Murad tramite il suo assistente e compatriota Toufick. Queste attività, condotte da Toufick, hanno finora fatto la fortuna di Murad. Il piano di Guma è rimanere in quei traffici solo per il tempo necessario a saldare i suoi conti e ad accantonare una somma che gli permetterà di entrare come socio nel negozio degli zii di Livia. Allo stesso tempo, però, Guma si propone di conservare anche il saveiro e di usarlo di tanto in tanto per qualche viaggio. Le cose sembrano procedere per il meglio, e Guma riesce persino a saldare tutti i debiti del saveiro, raccontando ai suoi creditori di aver vinto i soldi in una sala da gioco. Ben presto Livia scopre la nuova attività di Guma, nonostante quest'ultimo avesse cercato di tenergliela nascosta. Tuttavia si persuade ad accettarla, benché a malincuore, convinta che potrà servire ad abbreviare i tempi del passaggio di Guma dalla vita di mare all'attività commerciale con i suoi zii. Ma durante un trasporto al quale, insieme a Guma, partecipano Toufick, un altro arabo di nome Haddad e anche lo studente Antônio, figlio di Murad (che aveva voluto eccezionalmente salire sul saveiro), una burrasca spinge il Battello volante sugli scogli e lo fa ribaltare. Haddad viene divorato dagli squali e Guma, con grande fatica, riesce a salvare e portare a riva Toufick. Lì, però, trova Murad, che lo implora di salvare anche suo figlio Antônio, rimasto frattanto aggrappato al saveiro. Compiendo allora un ultimo sforzo sovrumano, Guma torna indietro e, afferrato Antônio, che invocava aiuto, riesce a portarlo al sicuro nonostante l'implacabile inseguimento degli squali. Le onde sospingono allora il giovane direttamente tra le braccia del padre. Guma, ormai stremato, si prepara a cadere anch'egli sulla spiaggia, ma un colpo di coda di uno squalo lo allontana dalla riva, facendolo scomparire per sempre in mare.
Grande è la commozione generale per la morte di Guma e per il suo estremo sacrificio, che gli ha consentito di salvare altre due vite. Nonostante lunghe e minuziose ricerche, il corpo di Guma non viene più ritrovato. Livia, allora, sebbene sia distrutta e inebetita dal dolore, prende una decisione senza precedenti: poiché non è riuscita a dare l'ultimo saluto al corpo di Guma, continuerà la sua professione per stargli sempre vicino in mare. Guiderà perciò al posto suo il Battello volante, che nel frattempo è stato riparato, in quanto aveva subito solo lievi danni. Il bambino, invece, durante questi viaggi rimarrà con gli zii. Insieme a Livia, sale sul saveiro per aiutarla anche Rosa Palmeirão, che pure le era stata sempre vicina durante i dolorosi giorni della vana ricerca del corpo di Guma. La maestra Dona Dulce, allora, vedendo in Livia una donna coraggiosa, che affronta sia il mare che tutte le avversità, sente che il miracolo da lei tanto atteso nel porto si è finalmente realizzato. Inoltre, la figura della bellissima Livia alla guida del saveiro assume per la gente del porto una luce leggendaria. Non a caso il vecchio Francisco è convinto di vedere in lei la personificazione di Janaína o Iemanjá, la mitica signora del mare, che per i pescatori e barcaioli brasiliani di origine africana è la sterminatrice e allo stesso tempo la sposa di tutti gli uomini che muoiono in mare.

## Edizioni
- Jorge Amado, Mar Morto, traduzione di Liliana Bonacini, Editori Riuniti,  p. 241.